# Garrison (Dakota do Norte)
Garrison é uma cidade localizada no estado norte-americano de Dacota do Norte, no Condado de McLean.

## Demografia
Segundo o censo norte-americano de 2000, a sua população era de 1318 habitantes.
Em 2006, foi estimada uma população de 1209, um decréscimo de 109 (-8.3%).

## Geografia
De acordo com o United States Census Bureau tem uma área de
3,6 km², dos quais 3,6 km² cobertos por terra e 0,0 km² cobertos por água. Garrison localiza-se a aproximadamente 587 m acima do nível do mar.

## Localidades na vizinhança
O diagrama seguinte representa as localidades num raio de 24 km ao redor de Garrison.